# اسان (تمزكدوين)
اسان هي إحدى مشيخات المملكة المغربية، تتبع جغرافيا لإقليم شيشاوة وإداريًا لتمزكدوين. يقدر عدد سكانها بـ 1718 نسمة حسب الإحصاء الرسمي للسكان والسكنى لسنة 2004.